# Family Circle Cup 1983
Family Circle Cup 1983 — жіночий тенісний турнір, що проходив на відкритих кортах з ґрунтовим покриттям Sea Pines Plantation у Гілтон-Гед-Айленді (США). Належав до Світової чемпіонської серії Вірджинії Слімс 1983. Відбувся водинадцяте і тривав з 4 квітня до 10 квітня 1983 року. Мартіна Навратілова здобула титул в одиночному розряді й отримала за це 34 тис. доларів США.

## Фінальна частина

### Одиночний розряд
Мартіна Навратілова —  Трейсі Остін 5–7, 6–0, 6–1
- Для Навратілової це був 6-й титул в одиночному розряді за сезон і 76-й — за кар'єру.

### Парний розряд
Мартіна Навратілова /  Кенді Рейнолдс —  Андреа Джегер /  Пола Сміт 6–2, 6–3
- Для Навратілової це був 12-й титул за сезон і 159-й — за кар'єру. Для Рейнолдс це був 3-й титул за сезон і 11-й — за кар'єру.

## Розподіл призових грошей
| Дисципліна       | П       | F       | 3-тє   | 4-те   | ЧФ     | 1/8    | 1/16 |
| Одиночний розряд | $34,000 | $17,000 | $8,400 | $4,100 | $2,100 | $1,150 | $575 |